# Bevilacqua
Bevilacqua (velenceiül Beviłacua) település Olaszországban, Veneto régióban, Verona megyében. Lakosainak száma 1768 fő (2023. január 1.). Bevilacqua Boschi Sant'Anna, Minerbe, Montagnana, Urbana és Terrazzo, Italy községekkel határos.

## Népesség
A település népességének változása:
| Lakosok száma | 1713 | 1700 | 1768 |
|               | 2017 | 2018 | 2023 |